# Attentats de Homs du 25 février 2017
Pour les articles homonymes, voir attentat de Homs.
Les attentats de Homs du 25 février 2017 ont eu lieu lors de la guerre civile syrienne.

## Déroulement
L'attaque est menée par les djihadistes contre le siège du service de la Sécurité de l'État et celui des renseignements militaires, situés dans deux quartiers sécurisés de Homs, Ghouta et Mahatta,. Selon Rami Abdel Rahmane, directeur de l'Observatoire syrien des droits de l'homme (OSDH) : « Ces attaques sont les plus audacieuses perpétrées à Homs. [...] Aux renseignements militaires, il y a eu des tirs contre les gardes. Des officiers ont accouru pour voir ce qui se passait et un premier kamikaze s'est fait exploser. [...] D'autres membres des renseignements se sont précipités et un deuxième puis un troisième kamikaze se sont fait exploser l'un après l'autre. [...] Des affrontements se sont déroulés pendant deux heures tout au long des attaques ».

## Revendication
L'attaque est revendiquée le jour même par le Hayat Tahrir al-Cham qui affirme avoir mené l'assaut avec cinq kamikazes.
Le 27 février, Abou Mohammed al-Joulani, chef militaire de Hayat Tahrir al-Cham, publie un message dans lequel il revendique à nouveau l'attentat et condamne les négociations menées entre l'opposition et le régime syrien : « Cette opération est une leçon pour les politiciens déchus à Genève et avant à Astana. Cette leçon vise à gommer la honte commise par ceux qui jouent avec la vie du peuple syrien ». Il ajoute « que la guerre doit rester entre (nos) mains et que (les autres) doivent s'effacer. Il s'agit d'une démonstration à leur attention que le régime ne comprend que le langage de la force et du sang (...) Ces politiciens (...) offrent au régime une victoire sans combat ».

## Bilan humain
Dans les heures qui suivent l'attaque, l'OSDH donne un bilan d'au moins 42 militaires tués, tandis que le gouverneur de la province centrale de Homs, Talal Barazi, fait état d'un bilan de 30 tués et 24 blessés,. Parmi les morts figure notamment le général Hassan Daaboul, chef des Renseignements militaires de Homs et un proche de Bachar el-Assad,,. Le chef de la Sûreté de l'État à Homs, le général Ibrahim Darwiche, aurait également été tué selon une source de sécurité syrienne citée par l'agence russe Sputnik.

## Conséquences
L'attentat a lieu alors que des négociations se déroulent à Genève entre le régime et l'opposition syrienne. Le jour même de l'attaque, Bachar al-Jaafari, le chef de la délégation gouvernementale, exige que Staffan de Mistura, l'émissaire de l'ONU, et les délégués de l'opposition condamnent les attaques de Homs. Il déclare : « Si une partie refuse de condamner le terrorisme, cela voudra dire qu'elle est complice ». Le chef de la délégation de l'opposition syrienne, Nasr al-Hariri, répond : « Notre position est claire, nous condamnons le terrorisme et les terroristes, nous condamnons Daech et Al Nosra », mais il ne fait pas mention des attentats de Homs. Un membre de la délégation, le colonel Fateh Hassoun, accuse quant à lui le régime d'avoir facilité l'attaque pour « supprimer des personnes recherchées par les tribunaux internationaux », notamment le général Hassan Daaboul, « qui est accusé dans l'affaire de l'assassinat du Premier ministre libanais Rafic Hariri, ainsi que des détenus qui étaient sous la garde de l’État ».